# Как Айдаров спешил на бенефис (фильм)
Как Айдаров спешил на бенефис — короткометражная комедия. Снята кинофабрикой Ханжонкова по сценарию артиста Павла Айдарова с ним же в главной роли. Съёмки велись 29 мая 1914 года в городе Саратове (согласно местной прессе той поры фильм представлял собой первую киносъемку в городе).
По сюжету актёр Айдаров, который чуть было не проспал собственный бенефис, пытается добраться в театр к началу спектакля. Всё кончается благополучно, однако последнюю часть пути артисту приходится преодолеть в пустой бочке.
Киновед К. Э. Разлогов посчитал, что показанные в фильме ситуации типичны для театральной комедии. «Смена видов транспорта и попытка успеть вовремя на премьеру непосредственно опираются на ранние формы американской „комической“, а в более отдаленной исторической перспективе — на цирк и балаган».
Копия этого фильма хранится в Госфильмофонде России.